# Kedataran Gab
Kedataran Gab is een bestuurslaag in het regentschap Aceh Tenggara van de provincie Atjeh, Indonesië. Kedataran Gab telt 402 inwoners (volkstelling 2010).